# Inteligencia militar

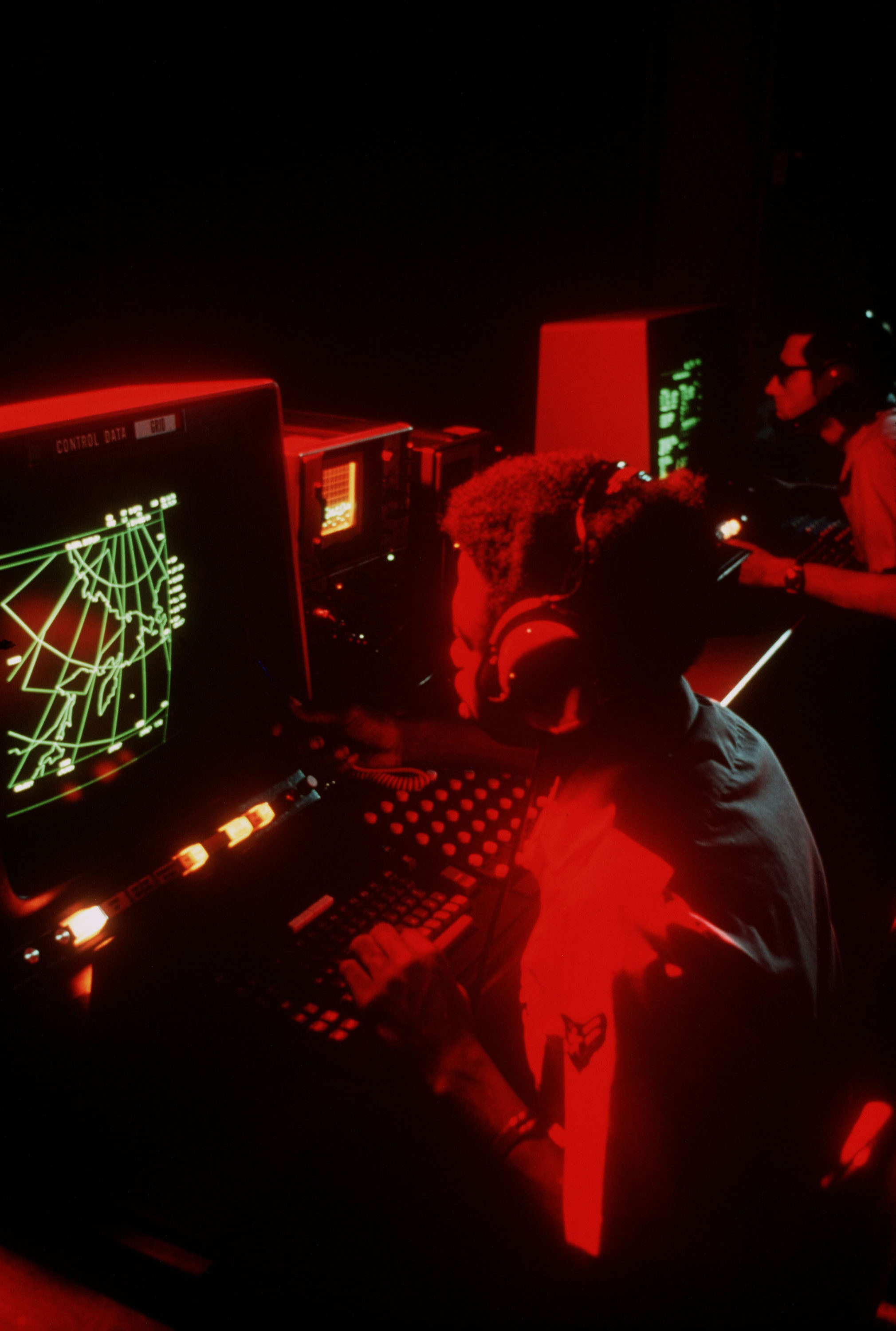
Personal de la Fuerza Aérea de los Estados Unidos en el centro de procesamiento de datos del radar Cobra Dane, en la Base de la Fuerza Aérea Eareckson, Alaska, año 1977. El Cobra Dane es un radar de colección de información cuyo fin era verificar el cumplimiento del Acuerdo SALT II.

En el ámbito militar se llama inteligencia al producto resultante del procesamiento de información relativa a naciones extranjeras, fuerzas o elementos hostiles o potencialmente hostiles o áreas de operaciones reales o potenciales. También se aplica el término a la actividad cuyo resultado es este producto y a las organizaciones involucradas en esta actividad. El objetivo de recopilar esta información es permitir planear un uso adecuado de los recursos en las eventuales operaciones que se desarrollen.
Asociada tradicionalmente al espionaje, la inteligencia abarca tareas como la recolección de información de la capacidad tecnológica, el orden de batalla, armas, equipo, entrenamiento, bases militares, comunicaciones, detección de radares, entre otras ocupaciones.
Asociada con el desarrollo de las redes de computadores se ha desarrollado una rama de la inteligencia llamada ciberinteligencia también conocida por las siglas CYBINT (del inglés Cyber Intelligence) o DNINT (del inglés Digital Network Intelligence). Esta disciplina se encarga de la inteligencia abordando tareas destinadas a informar a los tomadores de decisiones sobre aspectos pertenecientes a operaciones en el ámbito del ciberespacio.

## Historia
La inteligencia militar está a cargo, por lo general, de unidades específicas de las fuerzas armadas. La formación de departamentos profesionales de inteligencia militar se produjo a lo largo de los siglos XVIII 
y XIX. Durante el siglo de las Luces o siglo de la Ilustración el ejército español empezó a desarrollar redes de espionaje que incluía a ingenieros militares de artillería, guardiamarinas y altos oficiales militares como: las redes de Francisco de Estachería, Jorge Juan y sobre todo la de Luis de Unzaga y Amézaga, este último, por ejemplo, envió desde 1772 a Jean Surriret, Toutant de Beauregard y otros agentes a hablar con los padres fundadores de los nacientes EE. UU., entre ellos con Patrick Henry, Robert Morris, 
Benjamin Franklin, George  Washington, produciendo una eficaz colaboración con las redes de inteligencia norteamericanas y francesas. El progreso de la tecnología en el siglo XX les sumaría a las tareas tradicionales de espionaje un gran arsenal de recursos técnicos, desde las imágenes, la intercepción de comunicaciones en conjunto con el criptoanálisis, análisis de patrones comunicativos, la detección de radares y otras funciones, como la inteligencia humana, las operaciones clandestinas, la desinformación, la decepción y la contrainteligencia.
Los departamentos de inteligencia se han utilizado con frecuencia para vigilar dentro del propio Estado, menos con fines militares y más con fines policiales. En los Estados Unidos el FBI cumple funciones de inteligencia interior, y numerosos países latinoamericanos han replicado su estructura (como el CISEN, que es la agencia de Inteligencia oficial, en México, el DNI en República Dominicana, o la Agencia Federal de Investigaciones y Seguridad Interior, en Argentina). Aunque su propósito aparente es el de recabar información sobre las organizaciones criminales de gran escala, como la Mafia, suelen emplearse con fines políticos para el control de la insurgencia.

## Ciclo de inteligencia
Para producir inteligencia es necesario abordar una serie de tareas agrupadas en distintas etapas secuenciales en las que la última suele retroalimentar a la primera formando así el llamado ciclo de inteligencia:
Planificación
Se identifican las necesidades específicas de información y se determinan como adquirir los datos necesarios.
Esta etapa normalmente será realimentada por la última etapa estableciéndose así el ciclo de inteligencia.
Recopilación
Consiste en la recopilación de la información necesaria a partir de múltiples fuentes. Según la forma en que se consigue la información podemos clasificar las formas de adquisición de la siguiente forma:
- Inteligencia humana (HUMINT, del inglés Human Intelligence); La información se obtiene la información a través de la interacción de personas (agentes de campo, oficiales, interrogatorios, confidentes,..
- Inteligencia geoespacial (GEOINT, del inglés Geospatial Intelligence); La información se obtiene a partir de los datos proporcionados por satélites, observación sobre el terreno, mapas,...
  - Inteligencia de imágenes (IMINT, del inglés Imagery Intelligence): La información se obtiene de imágenes obtenidas por satélite.

- Inteligencia de medición y sintonía (MASINT, del inglés Mesasurement and Signature Intelligence). La información se obtiene del análisis de datos de medidas y señales: nucleares, de radar, de radiofrecuencia,...
- Inteligencia médica (MEDINT, del inglés Medical Intelligence). La información se obtiene del análisis de registros médicos y/o de exámenes fisiológicos para determinar la salud y/o alimentos o alergénicos particulares.
- Inteligencia de fuente abierta (OSINT, del inglés Open Source Intelligence). La información se obtiene del análisis de datos públicamente disponibles (Internet, adquiridos en entrevistas, congresos,...)
- Inteligencia de medios sociales (SOCINT, del inglés Social Media Intelligence): La información se obtiene desde plataformas de medios sociales tanto públicos como privados. Algunos consideran este tipo de inteligencia como OSINT, pero otros no debido a que la información puede no estar accesible de forma pública.
- Inteligencia de señales (SIGINT, del inglés Signals Intelligence). La información se obtiene a partir de la interceptación de señales. Desde los años setenta se ha convertido en la principal fuente de generación de inteligencia debido a la gran cantidad de información almacenada y transmitida electrónicamente, mayor efectividad y menor coste y riesgo.

Tiene dos grandes familias:
- Inteligencia de comunicaciones (COMINT, del inglés Communications Intelligence). Cuando las señales interceptadas son de comunicación entre personas.
- Inteligencia electrónica (ELINT, del inglés Electronic Intelligence). Cuando las señales interceptadas no son directamente usadas en una comunicación.

- Inteligencia técnica (TECHINT, del inglés Technical Intelligence). La información se obtiene a partir del análisis de las armas o el equipamiento. Las armas pueden ser armas físicas o software diseñado al efecto (malware).
- Inteligencia financiera (FININT, del inglés Financial Intelligence). La información es obtenida tras el análisis de transacciones económicas.

Procesamiento
Se convierte la información recopilada en formatos utilizables para el análisis. En esta etapa se pueden realizar por ejemplo tareas de traducción, normalización, descifrado, pasar a formatos específicos (ej . XML).
Análisis y producción
Los datos procesados son integrados, evaluados y analizados, ya sea automática o manualmente para integrarse en un contenido coherente que pueda ser trasladado a quien tenga que tomar las decisiones.
Diseminación
Consiste en proporcionar la información a los actores de forma que estos tomen decisiones. Estas decisiones muchas veces serán nuevos requisitos de información de forma que retroalimente de nuevo el ciclo.